# Dictionnaire des littératures policières
Pour les articles homonymes, voir Mesplède (homonymie).

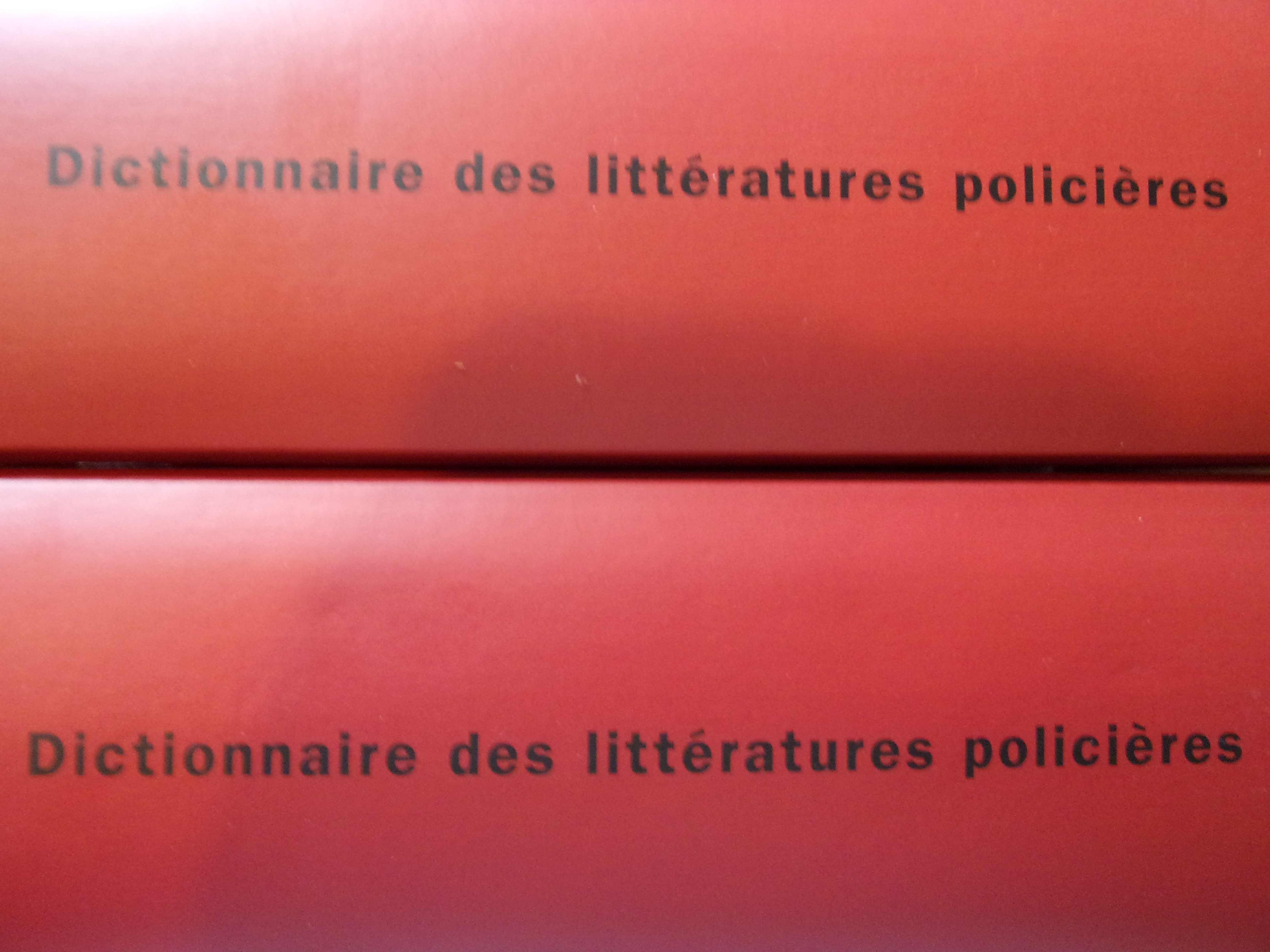
Vue des tranches des deux tomes du Mesplède.

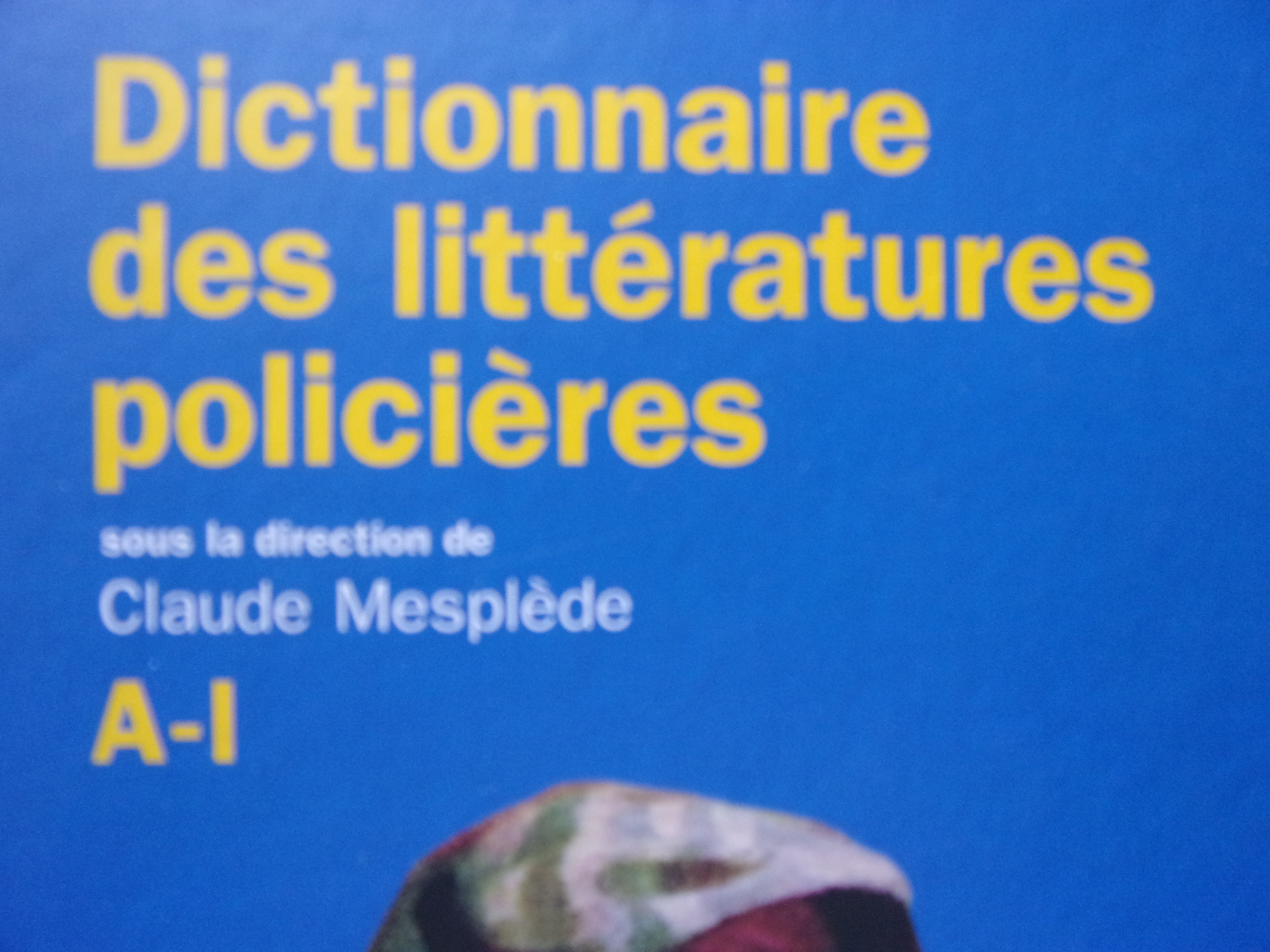
Haut de la page de couverture du premier tome du Mesplède.

Le Dictionnaire des littératures policières est un ouvrage encyclopédique écrit sous la direction de Claude Mesplède, dont la première édition est publié en septembre 2003 et la deuxième en 2007. Cet ouvrage est familièrement appelé « le Mesplède » ou « le DILIPO ».
Cet ouvrage est publié aux éditions Joseph K., à Nantes, dans la collection « Temps noir ».

## Présentation
La particularité de ce dictionnaire est qu’il ne se limite pas à être un recueil de nom d’auteurs, mais qu’il présente un large aperçu du monde de la littérature policière : parmi les 2 500 entrées de la première édition, on trouve, outre 1 800 biographies et bibliographies complètes d’écrivains, des articles thématiques, l’analyse de romans emblématiques, la présentation de personnages, le décompte d’une cinquantaine d’éditeurs et de collections consacrées au genre policier et près de 3 000 illustrations (auteurs, jaquettes de romans, etc.).
L'approche est internationale, concernant non seulement la littérature française et anglo-saxonne, mais aussi, pour la première fois, la littérature policière du monde entier.
Les auteurs des notices sont des écrivains comme Marc Villard, Jean-Bernard Pouy ou Michel Lebrun, des éditeurs comme François Guérif, auteur de la préface, ou Patrick Raynal, des journalistes comme Michel Abescat, des traducteurs, des universitaires, etc.
Une nouvelle édition « revue, mise à jour et augmentée » est sortie à l'automne 2007. Elle compte 25 % de texte en plus, cinq cents nouveaux articles et comporte, en fin d’opus, plusieurs index (auteurs, genres, thèmes, personnages).

## Première édition
Elle comporte 2 500 notices rédigées par 72 auteurs.